# Megachile pluto
Chalicodoma pluto, Megachile pluto ou abelha gigante Wallace é uma espécie de insecto da família Megachilidae.
A fêmea desta espécie é a maior abelha do mundo, com sua envergadura chegando a 6 cm de comprimento.
Foi descoberta em 1859 pelo naturalista Alfred Russel Wallace.
É endémica das ilhas Molucas na Indonésia.

## Características
As fêmeas são de cor preta intensa e têm um comprimento de corpo de mais de 23 mm. Os maiores espécimes encontrados atingiram 39 mm e uma envergadura de 63 mm. Sua cabeça maciça é 13mm mais larga que o tórax e tem mandíbulas salientes e tridentadas enormes no final. A placa da frente é preta tridentada e brilhante. O labrum é aumentado e recoberto por pêlos rígidos eretos finamente espalhados. O tórax é densamente coberto de pêlo curto preto. As asas são acastanhadas e brilhantes. As pernas são fortes, a tíbia muito robusta. O abdômen é coberto no topo com o preto curto, abaixo com o cabelo rígido adjacente.
O comprimento do corpo dos machos é entre 18 e 23 mm.

## Propagação
Alfred Russel Wallace encontrou em 1859 um único espécime feminino na ilha de Bacan, na região norte das Molucas. O biólogo americano Adam Messer descobriu somente em 1981 no arquipélago de Bacan. (ilhas Bacan, Halmahera, Tidore) um total de seis ninhos. As raras abelhas eram desconhecidas para os habitantes locais.
Depois que não houve novos avistamentos desde 1981, houve temores de que a espécie estivesse extinta até que uma expedição em janeiro de 2019 no norte das Molucas descobriu novamente alguns exemplares.